# Jiaoche-nu

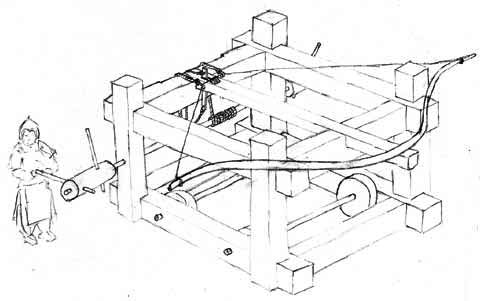
Jiaoche-nu, de Chinese belegeringskruisboog.

De jiaoche-nu 绞车弩 "kruisboog met windas" is een Chinees belegeringswapen. De jiaoche-nu is een zware kruisboog op houten onderstel en is net als alle andere artilleriewapens uit de oudheid en vroege middeleeuwen een katapult; een wapen dat gebruikmaakt van mechanische energie om projectielen weg te schieten. De jiaoche-nu werd in de periode van de Strijdende Staten, in de 4e of 3e eeuw v.Chr. ontwikkeld.

## Werking
De jiaoche-nu behoort tot het spangeschut; artilleriewapens die hun schietenergie halen uit de spanning van de boogarm. Doordat de potentiële energie in een veel grotere composietboog dan de gewone handkruisbogen werd opgeslagen konden grotere pijlen met aanzienlijk meer kracht verder worden weggeschoten. Het wapen was op een houten bedvormig affuit geplaatst en had een bronzen trekkermechanisme. De boogpees werd aangespannen met een windas die meestal in de zware horizontale balken van het onderstel was geplaatst.

## Geschiedenis
In de teksten van de Chinees filosoof Mozi uit circa 320 v.Chr. wordt reeds een dergelijk apparaat beschreven. Deze zware kruisboog werd boven op de borstwering geplaatst en had enkel een verdedigende functie. Ten tijde van de Qin-dynastie in de 3e eeuw v.Chr. waren mogelijk al verplaatsbare spanboogkatapulten in gebruik en in de laatste jaren van de Han-dynastie en in het tijdperk van de Drie Koninkrijken in de 3e eeuw waren de wapens in het Chinese leger als veldartillerie in gebruik.
Om het bereik en de kracht te verbeteren werden de katapulten steeds groter. Mogelijk al in de 1e eeuw maar waarschijnlijker in de 5e eeuw werd de krachtigere shoushe-nu met twee spanbogen uitgevonden, die weer werd opgevolgd door de driebogige chuangzi-nu.
In het oude Griekenland loste men de vraag naar krachtigere wapens op een andere manier op: nadat rond 400 v.Chr. zware composietboogwapens zoals de gastraphetes en oxybeles waren uitgevonden werd rond 340 v.Chr. het technisch zeer vooruitstrevende torsiegeschut ontwikkeld. Torsie-artilleriewapens zoals de ballista en onager zouden in het westen tot de val van het West-Romeinse Rijk in 476 de belangrijkste artilleriewapens in de Romeinse legioenen zijn. In de middeleeuwen werd de veel op de jiaoche-nu lijkende arcuballista gebruikt.